# Stanisław Petkow
Stanisław Petkow (ur. 31 grudnia 1987 w Płowdiwie) – bułgarski siatkarz występujący na pozycji przyjmującego. W sezonie 2011/2012 miał występować w polskim klubie Lotos Trefl Gdańsk, jednak obie strony ostatecznie nie doszły do porozumienia. Obecnie reprezentuje barwy tureckiego klubu Maliye Piyango SK.

## Sukcesy klubowe
Mistrzostwo Iranu:
- 2011

Mistrzostwo Bułgarii:
- 2014

Mistrzostwo Rumunii:
- 2015